# Sevenig (Our)

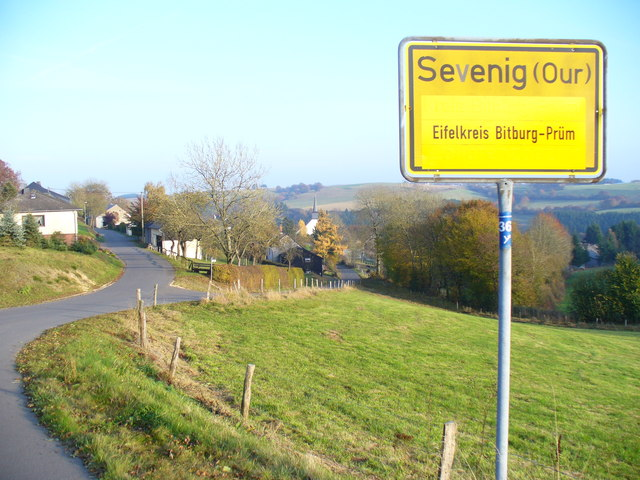

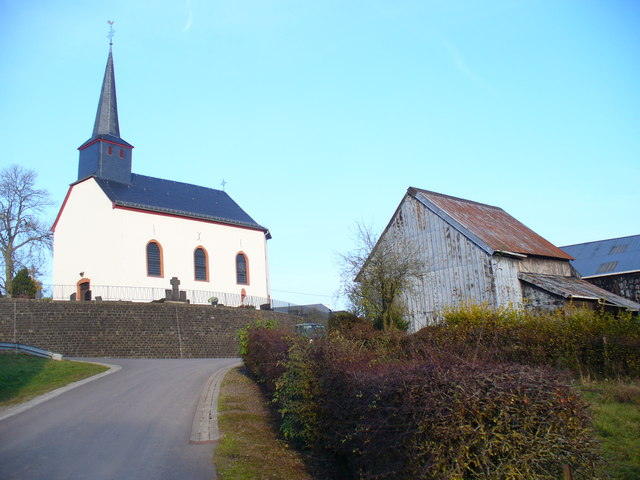
Pfarrkirche St. Johannes

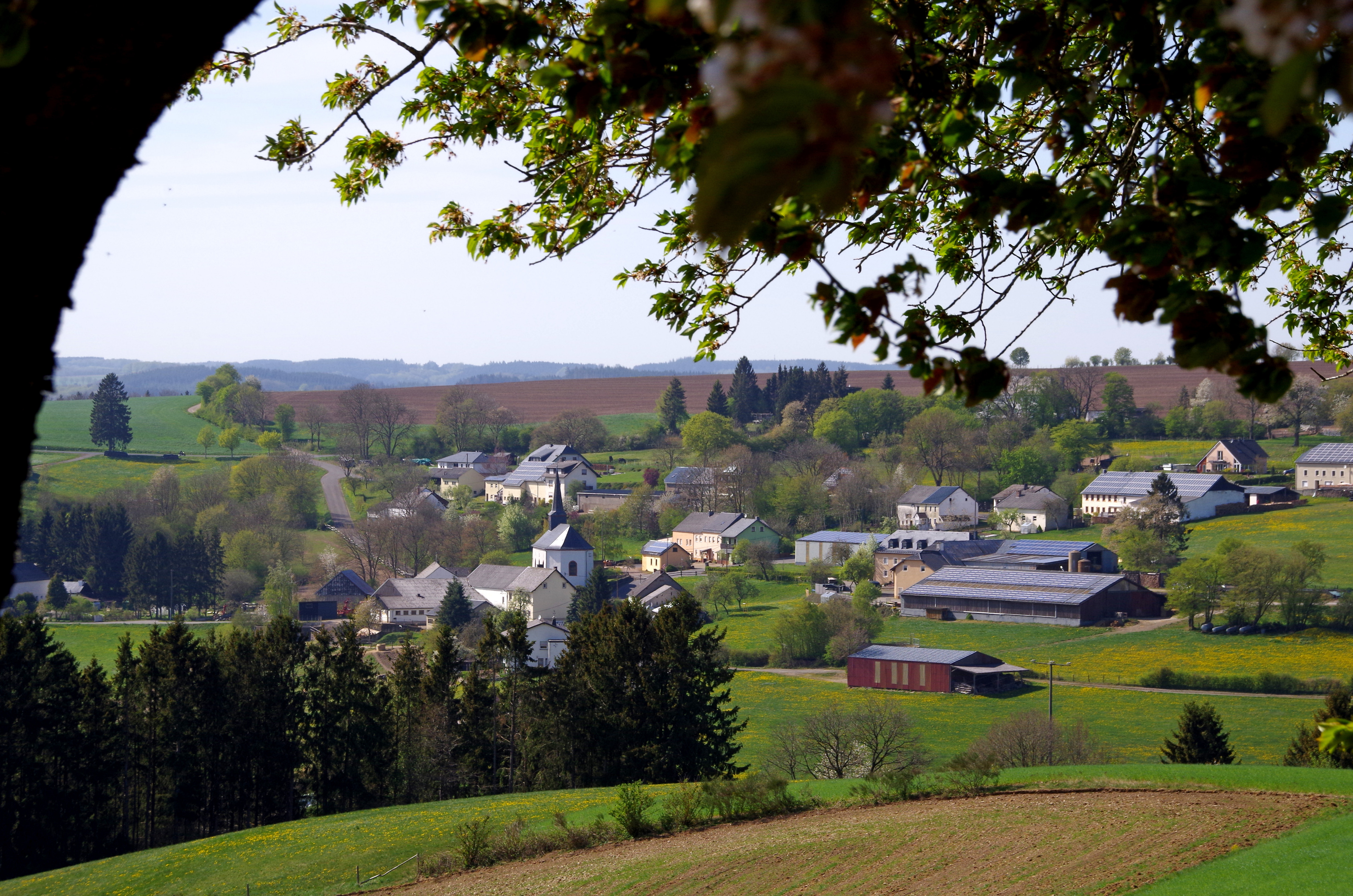
Sevenig von Südosten

Sevenig (Our) ist eine Ortsgemeinde im Eifelkreis Bitburg-Prüm in Rheinland-Pfalz. Sie gehört der Verbandsgemeinde Arzfeld an und liegt unmittelbar östlich des Dreiländerecks Deutschland–Belgien–Luxemburg.

## Geographie
Das Straßendorf befindet sich in einem Talkessel der Irsen östlich der Our. Es liegt im Islek in der Südeifel. Zu Sevenig (Our) gehören auch der nördliche Teil des Weilers Wehrbüsch, der größtenteils zu Dahnen zählt sowie der Wohnplatz Mühle.
Mit 49,7 % wird knapp die Hälfte des Gemeindegebietes landwirtschaftlich genutzt, 46,5 % sind von Wald bestanden (Stand 2011).
Sevenig grenzt im Norden an Harspelt, an Roscheid im Osten, an Dahnen im Süden und im Westen Clerf (Luxemburg) und Burg-Reuland (Belgien).

## Geschichte
Bis zum Ende des 18. Jahrhunderts gehörte der Ort zur Herrschaft Dasburg im Herzogtum Luxemburg.
Im Jahr 1794 hatten französische Revolutionstruppen die Österreichischen Niederlande, zu denen das Herzogtum Luxemburg seinerzeit gehörte, besetzt und im Oktober 1795 annektiert. Sevenig wurde damit Teil der Französischen Republik (bis 1804) und anschließend des Französischen Kaiserreichs.  Unter der französischen Verwaltung gehörte Sevenig zur Mairie Harspelt im Kanton Arzfeld, der verwaltungsmäßig dem Arrondissement Bitburg im Departement der Wälder zugeordnet war. Nach der Niederlage Napoleons wurde 1815 aufgrund der Beschlüsse auf dem Wiener Kongress das vormals luxemburgische Gebiet östlich der Sauer und der Our dem Königreich Preußen zugeordnet. Der Ort gehörte von 1816 an zur Bürgermeisterei Harspelt im neuen Kreis Prüm im Regierungsbezirk Trier und von 1822 bis zum Ende des Zweiten Weltkriegs zu Rheinprovinz.
Als Folge des Ersten Weltkriegs war die gesamte Region dem französischen Abschnitt der Alliierten Rheinlandbesetzung zugeordnet. Die Bürgermeisterei Harspelt wurde 1927 in Amt umbenannt und ging 1936 im Amt Daleiden-Leidenborn auf. Am Ende des Zweiten Weltkriegs wurden große Teile des Ortes zerstört. Nach dem Krieg wurde der Ort innerhalb der französischen Besatzungszone Teil des damals neu gebildeten Landes Rheinland-Pfalz. Mit dem „8. Landesgesetz über die Verwaltungsvereinfachung im Lande Rheinland-Pfalz“ wurden die Ämter Daleiden-Leidenborn (mit Sevenig) und Waxweiler am 7. November 1970 zur heutigen Verbandsgemeinde Arzfeld fusioniert.
Den Namensbestandteil „(Our)“ erhielt die Gemeinde am 1. Januar 1971, um eine eindeutige Unterscheidung zum gut zehn Kilometer entfernten Sevenig bei Neuerburg herzustellen.
Statistik zur Einwohnerentwicklung
Die Entwicklung der Einwohnerzahl der Gemeinde Sevenig (Our), die Werte von 1871 bis 1987 beruhen auf Volkszählungen:
| Jahr | Einwohner |
| ---- | --------- |
| 1815 | 100       |
| 1835 | 127       |
| 1871 | 129       |
| 1905 | 131       |
| 1939 | 129       |
| 1950 | 124       |
| 1961 | 125       |

| Jahr | Einwohner |
| ---- | --------- |
| 1970 | 128       |
| 1987 | 68        |
| 1997 | 69        |
| 2005 | 63        |
| 2011 | 52        |
| 2017 | 60        |

## Politik

### Bürgermeister
Helmut Nelles ist seit dem 15. Juli 2014 Ortsbürgermeister von Sevenig.
Der Vorgänger von Helmut Nelles war Markus Becker.

## Kultur und Sehenswürdigkeiten
In der Denkmalliste des Landes Rheinland-Pfalz (Stand: 2022) sind zwei Kulturdenkmäler ausgewiesen:
- Katholische Kirche St. Johannes aus dem 18. Jahrhundert
- Wegekreuz (bezeichnet 1856) in der Gemarkung

Weitere Sehenswürdigkeiten sind:
- Mühle im Irsental[11]
- Aussichtspunkt Königslei[12]
- Dreiländereck von Belgien, Deutschland und Luxemburg am Europadenkmal

Siehe auch: Liste der Kulturdenkmäler in Sevenig (Our)

## Wirtschaft und Infrastruktur

### Landwirtschaft
Sevenig (Our) ist heute eine landwirtschaftlich geprägte Wohngemeinde. Seit 1971, als noch 20 landwirtschaftliche Betriebe gezählt worden waren, hat die landwirtschaftlich genutzte Fläche von 249 ha auf 115 ha (2007) abgenommen, die von drei Betrieben bewirtschaftet wurden.

### Verkehr
Sevenig liegt an der Landesstraße 1 von Leidenborn nach Dasburg.